# Lewizja

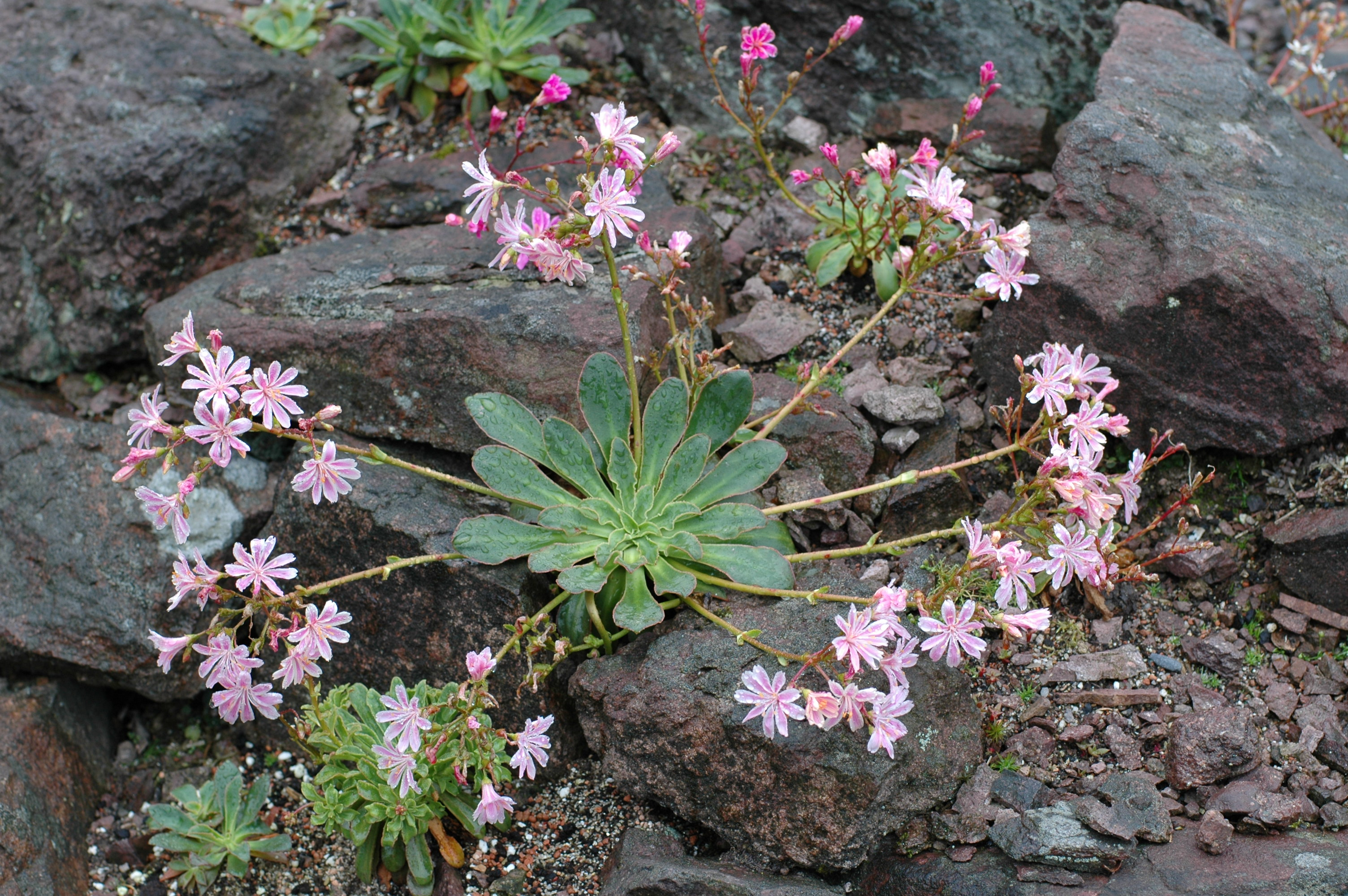
Lewizja zagłębiona

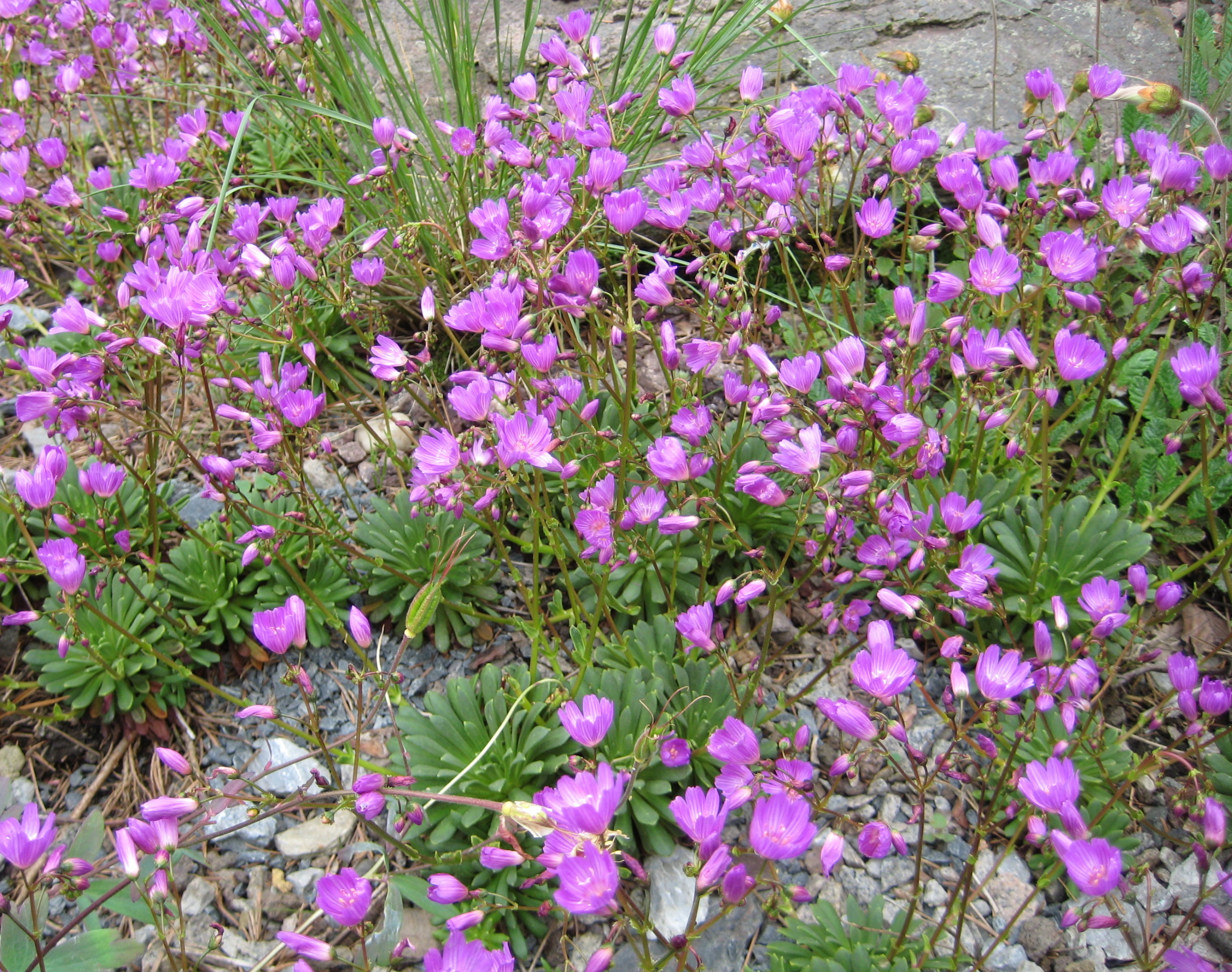
Lewizja sina

Lewizja (Lewisia) – rodzaj roślin wieloletnich z rodziny zdrojkowatych (Montiaceae). Obejmuje ok. 16–20 gatunków występujących w zachodniej części kontynentu północnoamerykańskiego. Rosną one zwykle w postaci niewielkich izolowanych populacji w miejscach skalistych lub na rumoszu skalnym w kanionach i na wysoczyznach górskich. Nazwa rodzaju upamiętnia amerykańskiego podróżnika i odkrywcę – Meriwethera Lewisa (1774–1809). Wiele gatunków i mieszańców (zwłaszcza z lewizją zagłębioną) uprawianych jest jako rośliny ozdobne. Rośliny uprawiane są głównie w ogrodach skalnych i przez miłośników sukulentów. Lewizja trwała słynie z odporności (stąd nazwa gatunkowa) – udało się przywrócić do rozwoju rośliny przechowywane długi czas wysuszone w zielnikach.

## Morfologia
PokrójZwykle niewielkie (do 10 cm) byliny, z grubymi korzeniami i rozetami mięsistych liści. Łodygi płożące lub wzniesione, bezlistne w górze, pojedyncze lub rozgałęzione.
LiścieMięsiste, skupione w przyziemnej rozecie liściowej, u niektórych gatunków obecne są także liście łodygowe, skrętoległe, naprzeciwległe lub okółkowe. Zwykle siedzące, czasem zwężone u nasady. Blaszka jest całobrzega lub ząbkowana.
KwiatyPojedyncze lub liczne, zebrane w kwiatostany groniaste lub baldachokształtne wierzchotki. Wsparte trwałymi przysadkami, zwykle wyrastającymi po dwie w węzłach w obrębie kwiatostanu. Mogą one być zielone lub łuskowate, całobrzegie lub ząbkowane, także gruczołowato. W obrębie kwiatostanu kwiaty wyrastają na szypułkach lub są siedzące. Kielich tworzą także trwałe dwie działki, rzadko jest ich więcej (do 9). Płatków korony jest zazwyczaj od 5 do 10. Pręcików jest od 1 do 50, podobnie jak zalążków w słupku, który jest rozgałęziony i zwieńczony 2–8 znamionami.
OwoceTorebki otwierające się od nasady ku wierzchołkowi, zawierające od 1 do 50 brązowych lub czarnych nasion.

## Systematyka
Według APweb (aktualizowany system APG IV z 2016) jest to rodzaj z rodziny zdrojkowatych (Montiaceae) w obrębie rzędu goździkowców. W niektórych, dawniejszych ujęciach systematycznych klasyfikowany do rodziny portulakowatych (Portulacaceae).
Wykaz gatunków
Klasyfikacja w obrębie rodzaju nie jest ustalona i pewna ze względu na dużą zmienność morfologiczną taksonów i łatwość tworzenia przez nie mieszańców.
- Lewisia brachycalyx Engelm. ex A.Gray – lewizja krótkokielichowa[8]
- Lewisia cantelovii J.T.Howell
- Lewisia columbiana (Howell ex A. Gray) B.L. Rob. – lewizja sina[9]
- Lewisia congdonii (Rydb.) S.Clay
- Lewisia cotyledon (S. Watson) B.L. Rob. – lewizja zagłębiona[9], lewizja liścieniowa[8]
- Lewisia disepala Rydb.
- Lewisia kelloggii K.Brandegee
- Lewisia leeana (Porter) B.L.Rob. – lewizja Leego[8]
- Lewisia longipetala (Piper) S.Clay – lewizja długopłatkowa[8]
- Lewisia maguirei A.H.Holmgren
- Lewisia nevadensis (A.Gray) B.L.Rob. – lewizja newadeńska[8]
- Lewisia oppositifolia (S.Watson) B.L.Rob.
- Lewisia pygmaea (A. Gray) B.L. Rob. – lewizja drobna[9], lewizja karłowata[8]
- Lewisia rediviva Pursh – lewizja trwała[9][8]
- Lewisia sacajaweana B.L.Wilson
- Lewisia stebbinsii Gankin & W.R.Hildreth
- Lewisia × whiteae Purdy